# Verband der Lehrkräfte an beruflichen Schulen in Bayern
Der Verband der Lehrkräfte an beruflichen Schulen in Bayern e. V. (VLB) mit Sitz in München ist eine Interessenvertretung der Lehrkräfte an beruflichen Schulen in Bayern, d. h. bayerische Berufsschulen, Berufsfachschulen, Wirtschaftsschulen, Förderberufsschulen, Fachoberschulen, Berufsoberschulen, Fachschulen und Fachakademien.

## Ziele und Inhalte
Der VLB vertritt die Interessen der verbeamteten und angestellten Lehrkräfte aller Schultypen und Schularten des beruflichen Schulwesens in Bayern.
Arbeitsbereiche
45 Fachgruppen und Arbeitskreise des VLB auf Landes- und Bezirksebene arbeiten berufsfeld-, schularten- und fächerspezifisch. Ihre Hauptaufgaben sind:
- Fachliche Vorbereitung für Entscheidungen des Landesvorstandes
- Weitergabe von fachlichen Belangen und Anliegen von Mitgliedern an den Landesverband
- Hilfestellung für Kollegen im Bereich der fachdidaktischen Arbeit

## Dachorganisationen
Die folgenden Dachorganisationen stehen hinter dem VLB:
Bundesebene
- Bundesverband der Lehrkräfte für Berufsbildung (BvLB, ehem. BLBS und VLW)[4]
- Deutscher Lehrerverband (DL)
- Deutscher Beamtenbund (DBB)

Landesebene
- Bayerischer Beamtenbund – Dachverband der bayerischen Beamten und Tarifbeschäftigten(BBB)

## Partnerverbände
Der VLB kooperiert im Rahmen der abl, Arbeitsgemeinschaft bayerischer Lehrerverbände, mit folgenden Landesverbänden:
- brlv Bayerischer Realschullehrerverband (Vertretung der Lehrkräfte an Realschulen)
- KEG Katholische Erziehergemeinschaft Bayern (Vertretung der Beschäftigten im Erzieher- und Schulbereich)
- bpv Bayerischer Philologenverband (Vertretung der Lehrkräfte an Gymnasien)

## Publikationen
Der VLB publiziert eine Fachzeitschrift „VLB akzente“. Sie enthält Informationen zur Beruflichen Bildung in Bayern und darüber hinaus zum Lehrkräfteberuf. Außerdem dient sie den Mitgliedern als Informationsquelle in berufsbezogenen, pädagogischen und didaktischen Fragen. Dies sind z. B. Themen aus den Bereichen Bildungs- und Schulpolitik, Unterricht, Schulrecht, Dienstrecht, Gesundheit, Medien. Die Fachzeitschrift erscheint in einer Auflage von 10.000 Exemplaren 10 mal im Jahr.